# David Doyle (remero)
David Doyle (10 de julio de 1961) es un deportista australiano que compitió en remo. Es hermano del también remero Mark Doyle.
Ganó una medalla de bronce en el Campeonato Mundial de Remo de 1983, en la prueba de ocho con timonel.

## Palmarés internacional
| Campeonato Mundial | Campeonato Mundial | Campeonato Mundial | Campeonato Mundial |
| Año                | Lugar              | Medalla            | Prueba             |
| ------------------ | ------------------ | ------------------ | ------------------ |
| 1983               | Duisburgo (RFA)    | Medalla de bronce  | Ocho con timonel   |